# Казальмаджоре
Казальмаджоре (італ. Casalmaggiore) — муніципалітет в Італії, у регіоні Ломбардія, провінція Кремона.
Казальмаджоре розташоване на відстані близько 390 км на північний захід від Рима, 110 км на південний схід від Мілана, 35 км на південний схід від Кремони.
Населення — 15 402 особи (2014).
Щорічний фестиваль відбувається 4 листопада. Покровитель — San Carlo.

## Демографія
Населення за роками:

Станом на 1 січня 2023 року в муніципалітеті офіційно проживав 2491 іноземець з 72 країн, серед них 444 громадяни країн Євросоюзу та 42 громадяни України.

## Міста-побратими
- Гілеран-Гранж, Франція

## Сусідні муніципалітети
- Кастельдідоне
- Колорно
- Мартіньяна-ді-По
- Меццані
- Ривароло-дель-Ре-ед-Уніті
- Саббйонета
- В'ядана